# 武蔵野鉄道デハ320形電車
武蔵野鉄道デハ320形電車（むさしのてつどうデハ320がたでんしゃ）は、西武鉄道の前身である武蔵野鉄道が1926年（大正15年）に新製した通勤形電車である。
本項では、同形式の制御車サハ325形電車、およびデハ320形・サハ325形の増備形式と位置付けられるデハ1320形電車・サハ2320形電車・サハニ3323形電車の各形式についても併せて記述する。

## 概要
武蔵野鉄道は1925年（大正14年）に本線（現・西武池袋線）池袋 - 飯能間の全線電化を完成させたが、同時期に急増した利用客への対応、ならびに本線練馬駅より分岐して豊島駅（現・豊島園駅）に至る豊島線の開業を控え、更なる車両増備の必要に迫られていた。そのような状況下で1926年（大正15年）10月に制御電動車デハ320形321・322および制御車サハ325形326・327の4両が川崎造船所で新製された。同4両は武蔵野鉄道においては初となる、構体主要部分を普通鋼製とした半鋼製車体を採用した点が最大の特徴であった。
翌1927年（昭和2年）3月には、制御電動車デハ1320形1321 - 1323、制御車サハ2320形2321・2322および荷物合造制御車サハニ3323形3323の計6両が増備された。同6両は日本車輌製造東京支店で新製され、主要機器の仕様は同一であったものの、製造メーカーの相違による外観上の差異を有した。
導入後は制御車各形式の電動車化などが施工され、第二次世界大戦終戦後の武蔵野鉄道と（旧）西武鉄道の合併に伴う（現）西武鉄道成立後、1948年（昭和23年）6月に在籍する全車両を対象に実施された一斉改番に際しては、モハ211形211 - 214およびモハ221形（初代）221 - 226と改番・再編された。さらにモハ221形（初代）はモハ211形へ編入されたのち、1958年（昭和33年）に全車とも電装解除されてクハ1211形1211 - 1216と改称・改番され、モハ211形・クハ1211形は1965年（昭和40年）まで在籍した。

## 車体
デハ320形・サハ325形およびデハ1320形・サハ2320形・サハニ3323形の各形式とも、全長17m級の半鋼製3扉構造の車体を採用する。いずれもリベットによる組立工法の多用・腰板部が広く取られた腰高な窓位置・深い屋根部の形状といった、鉄道車両の構体が木造から鋼製に切り替わる過渡期において製造された車両固有の特徴を備える。運転台構造はいずれも全室式であり、武蔵野鉄道に在籍する車両の標準仕様に則り、運転台は右側に設置された。
デハ320形・サハ325形は、妻面を緩い折妻とし、前面に貫通扉を設置した貫通構造が採用された。両形式とも両側妻面に運転台を備える両運転台仕様であるが、側面窓配置はデハ320形がdD7D7Dd（d：乗務員扉、D：客用扉）と乗務員扉を有したのに対し、サハ325形は1D7D7D1と乗務員扉が省略された点が異なる。
デハ1320形・サハ2320形・サハニ3323形は前面に貫通扉を設置した貫通構造は同一ながら、妻面が緩い円弧を描く丸妻形状に変更された。その他、妻面雨樋がデハ320形・サハ325形の直線形状に対して曲線形状に改められ、荷物合造車であるサハニ3323形を除いて客用扉間の側窓がデハ320形・サハ325形の7枚に対して6枚に変更されるなど、各部に設計変更が加えられた。側面窓配置はデハ1320形・サハ2320形がdD6D6Dd、サハニ3323形がdD6D4B1d（B：荷物用扉）で、いずれも当初より乗務員扉が設置された。

## 主要機器
主要機器については従来車の仕様を踏襲し、制御装置はゼネラル・エレクトリック (GE) 社製Mコントロールの系譜に属する電空カム軸式の自動進段式制御器RPC-101を、主電動機はGE社製GE-244もしくはGE-244の日本国内ライセンス生産品である芝浦製作所製SE-102（端子電圧675V時定格出力85kW≒105HP）を1両当たり4基、それぞれ搭載した。
制動装置はGE社開発のJ三動弁を採用するAVR (Automatic Valve Release) 自動空気ブレーキである。
台車は制御電動車各形式が鉄道省制式のDT10系の、制御車各形式が同TR10系の基本設計をそれぞれ踏襲し、固定軸間距離を縮小した独自仕様による釣り合い梁式台車を装着した。基礎制動装置は全台車ともクラスプ（両抱き）式である。

## 運用
運用を開始した後、前述の通り制御車各形式を対象に電動車化改造が実施され、サハ325形325・326が1928年（昭和3年）8月に、サハ2320形2321・2322およびサハニ3323形3323が翌1929年（昭和4年）3月にそれぞれ制御電動車へ改造された。各車とも電動車化後も車両番号（以下「車番」）は変更されず、サハ325・326はデハ320形へ統合され、サハ2320形2321・2322およびサハニ3323形3323についてはデハ2320形・デハニ3323形と形式称号のみが改称された。またデハ325・326については電動車化に際して乗務員扉が新設され、外観・機能ともデハ321・322との差異は消滅した。
荷物合造車デハニ3323については、1936年（昭和11年）3月に荷物室を撤去して客室化し、車両記号が「デハニ」から「デハ」へ改称された。荷物室の撤去に際しては荷物用扉を既存の客用扉と同一幅に縮小、側窓を1枚増設し、窓配置はdD6D4D2dと変化した。
戦後の武蔵野鉄道と（旧）西武鉄道との合併による（現）西武鉄道成立後、戦災国電払い下げ車両（モハ311形・クハ1311形電車）導入に伴う車両限界拡大が実施されたことに伴い、各形式全車とも客用扉下部にステップを新設したのち、1948年（昭和23年）6月に実施された一斉改番に際して、デハ320形321・322・325・326はモハ211形211 - 214へ、デハ1320形1321 - 1323はモハ221形222・221・223へ、デハ2320形2321・2322はモハ221形225・224へ、デハ3323形はモハ221形226へ、それぞれ改称・改番された。モハ226については1954年（昭和29年）3月に窓配置を他のモハ221形各車と同一に揃える改造を施工され、さらに同年8月にモハ221形は全車モハ211形へ編入・統合され、モハ221 - 226はモハ211形215 - 220と改称・改番された。
その後、車番末尾奇数の車両は池袋・本川越側妻面の運転台を、同偶数の車両は飯能・西武新宿側妻面の運転台をそれぞれ撤去し、運転台を撤去した側の妻面に貫通幌を整備する改造が順次施工された。また同時期には運転台の左側への移設・運転台側妻面の前面貫通扉の埋込撤去・客用扉の鋼製プレス扉への交換なども施工された。
1959年（昭和34年）1月にモハ211形213・214が、同年2月にはモハ211・212が、それぞれ車体大型化改造名義によってモハ501形505 - 508（いずれも2代）の名義上の種車となって事実上廃車となった。残存したモハ215 - 220については同年7月11日付で全車とも電装解除・制御車化され、クハ1211形1211 - 1216と改称・改番されたのち、クハ1213とクハ1215の間で車番振り替えが実施された。これら6両についても1962年（昭和37年）10月から1965年（昭和40年）2月にかけて順次除籍され、モハ211形・クハ1211形はいずれも形式消滅した。

## 譲渡車両

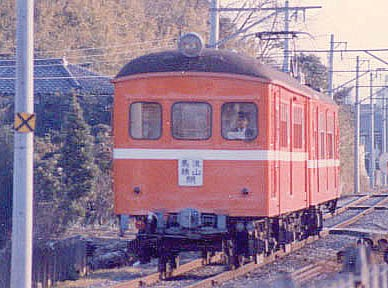
総武流山電鉄クハ52
（元西武クハ1213・1983年12月）

名義上の改造種車となったモハ211 - 214を含め、モハ211形・クハ1211形10両全車とも地方私鉄へ譲渡された。いずれの車両も譲渡先においても既に廃車となり、現役の車両として運用されているものは存在しない。
- 流山電気鉄道（現・流鉄） - クハ1211形1212・1213（2代）が譲渡され、同社モハ1001・クハ52として導入された[13]。

- 新潟交通 - クハ1211形1214が譲渡され、同社クハ39として導入された[13]。
- 蒲原鉄道 - クハ1211形1211が譲渡され、同社モハ71として導入された[13]。

- 近江鉄道 - モハ211形全車、およびクハ1211形1215（2代）・1216が譲渡され、同社モハ7 - 9およびクハ1205・1206・1208として導入された[13]。

廃車後は大半の車両が解体処分されたが、蒲原鉄道モハ71（旧武蔵野鉄道デハ1322）のみは同社路線が全廃となった1999年（平成11年）10月3日まで現役の車両として運用されたのち、個人の手によって旧村松駅付近に静態保存された。

## 車歴
| 形式         | 竣功時車番 | 竣功年月   | 改番                                            | 最終車番      | 譲渡                 | 譲渡年月   |
| ------------ | ---------- | ---------- | ----------------------------------------------- | ------------- | -------------------- | ---------- |
| デハ320形    | デハ321    | 1926年10月 | -                                               | モハ211       | 近江鉄道             | 1960年2月  |
| デハ320形    | デハ322    | 1926年10月 | -                                               | モハ212       | 近江鉄道             | 1960年2月  |
| サハ325形    | サハ325    | 1926年10月 | デハ325                                         | モハ213       | 近江鉄道             | 1960年2月  |
| サハ325形    | サハ326    | 1926年10月 | デハ326                                         | モハ214       | 近江鉄道             | 1960年2月  |
| デハ1320形   | デハ1321   | 1927年3月  | モハ222 (I) → モハ216                           | クハ1212      | 流山電気鉄道モハ1001 | 1963年9月  |
| デハ1320形   | デハ1322   | 1927年3月  | モハ221 (I) → モハ215                           | クハ1211      | 蒲原鉄道モハ71       | 1965年2月  |
| デハ1320形   | デハ1323   | 1927年3月  | モハ223 (I) → モハ217 → クハ1213 (I)            | クハ1215 (II) | 流山電気鉄道クハ52   | 1962年10月 |
| サハ2320形   | サハ2321   | 1927年3月  | デハ2321 → モハ225 (I) → モハ219 → クハ1215 (I) | クハ1213 (II) | 近江鉄道             | 1963年4月  |
| サハ2320形   | サハ2322   | 1927年3月  | デハ2322 → モハ224 (I) → モハ218                | クハ1214      | 新潟交通クハ39       | 1962年10月 |
| サハニ3323形 | サハニ3323 | 1927年3月  | デハニ3323 → デハ3323 → モハ226 (I) → モハ220   | クハ1216      | 近江鉄道             | 1963年3月  |